# Eczacıbaşı Spor Kulübü
Eczacıbaşı Spor Kulübü è una società polisportiva con sede a Istanbul, in Turchia.
Fondata nel 1966, nel corso della sua attività la polisportiva ha operato nei seguenti sport:
- pallacanestro, con una squadra maschile che ha cessato l'attività nel 1992[2]
- pallavolo, con una squadra maschile che ha cessato l'attività nel 1996[3] e una squadra femminile[4]
- tennistavolo[1]
- scacchi[1]